# أندي وودورد
أندي وودورد (بالإنجليزية: Andy Woodward)‏ هو لاعب كرة قدم بريطاني، ولد في 23 سبتمبر 1973 في ستوكبورت في المملكة المتحدة. لعب مع سكونثورب يونايتد وشيفيلد يونايتد ونادي بوري ونادي كرو ألكساندرا ونادي هاليفاكس تاون.